# Джомо Кениата
Джомо Кениата (на английски: Jomo Kenyatta; 1879 – 22 август 1978) е кенийски антиколониалистки активист и политик.
Управлява Кения като министър-председател от 1963 до 1964 г., а след това и като президент от 1964 до смъртта си. Той е първият човек от местното население, оглавил страната, играейки важна роля в трансформацията на Кения от колония на Британската империя до независима република.
Консерватор и африкански националист по идеология, той е начело на Кенийската партия на националното единство (КПНЕ) от 1961 до смъртта си.
Кениата е роден в семейството на фермери в Киамбу, Британска Източна Африка. Получава образованието си в мисионерско училище и работи на различни длъжности, преди да стане политически активен.